# Neogene albescens
Neogene albescens là một loài bướm đêm thuộc họ Sphingidae. Loài này có ở Argentina.